# Matías Di Benedetto
Matías Di Benedetto (José Mármol, Buenos Aires, 19 de noviembre de 1992) es un futbolista argentino. Juega como defensa central y su equipo actual es el Universitario de Deportes de la Liga 1 del Perú.

## Trayectoria
Surgió de las inferiores de Arsenal de Sarandí donde estuvo del 2011 al 2013.
Sus primeros pasos en el fútbol lo dio en Union de Mar del Plata. Luego fichó por un semestre por Villa San Carlos.
A mediados del 2015 ficha por Club Almagro e inmediatamente consigue ascender a la Primera B Nacional. En Almagro logró destacar en la defensa, teniendo partidos importantes, con la llegada de Sebastián Battaglia en marzo del 2018 fue borrado de a pocos del titularato. Por mucho tiempo compartió la zaga central con Richard Schunke. 
Fichó por Gimnasia y Esgrima de Jujuy,sin embargo, no pudo debutar saliendo en banca de suplentes en 2 ocasiones. A finales del 2018 rescinde su contrato.
El 30 de diciembre muchos medios afirmaban que sería refuerzo de All Boys, sin embargo llegó la oferta de Deportes Temuco y apostó por emigrar.
En Temuco fue pieza importante de la defensa, llegando a ser capitán del equipo. Jugó un total de 99 partidos.
En el 2022 fichó por Central Córdoba por una temporada donde encontró regularidad pero siempre fue en el tercer central por detrás de Fabio Pereyra y Franco Sbuttoni.

### Universitario de Deportes
A un mes de terminar su contrato con Central Córdoba, al jugador le llegó la propuesta de Universitario de Deportes. Finalmente el 6 de diciembre es oficializado como nuevo refuerzo de Universitario de Deportes por todo el 2023.

El 5 de mayo, en un partido ante Santa Fe por la Copa Sudamericana, anotó su primer gol con el club merengue, el zaguero mediante un cabezazo puso el 2-0 final a favor de Universitario. Disputó todos los partidos de la fase de grupos, en donde el club peruano se ubicó en el segundo lugar y accedió a los play-offs de octavos.
El 7 de julio contra Academia Cantolao en el Estadio Nacional, anotó su primer gol en la Liga 1 y el segundo con los cremas.En su primera temporada en el fútbol peruano, fue titular indiscutible en plantel crema y logró salir campeón nacional al vencer en la final a Alianza Lima, obteniendo su primer título nacional. El 8 de diciembre renovó su contrato por 2 temporadas con el club merengue.A final del 2024 sería bicampeón nacional con el plantel crema en el año de su centenario.

## Clubes
Actualizado el 16 de agosto de 2023
| Club                      | País      | Año       | PJ | Goles |
| ------------------------- | --------- | --------- | -- | ----- |
| Union de Mar del Plata    | Argentina | 2014      | 1  | 0     |
| Villa San Carlos          | Argentina | 2015      | 2  | 0     |
| Almagro                   | Argentina | 2015-2018 | 52 | 1     |
| Gimnasia y Esgrima        | Argentina | 2018      | 0  | 0     |
| Deportes Temuco           | Chile     | 2019-2021 | 99 | 6     |
| Central Córdoba           | Argentina | 2022      | 22 | 0     |
| Universitario de Deportes | Perú      | 2023-Act. | 41 | 2     |

## Palmarés

### Títulos nacionales
| Título                    | Club                      | País | Año  |
| ------------------------- | ------------------------- | ---- | ---- |
| Torneo Clausura           | Universitario de Deportes | Perú | 2023 |
| Primera División del Perú | Universitario de Deportes | Perú | 2023 |
| Torneo Apertura           | Universitario de Deportes | Perú | 2024 |
| Torneo Clausura           | Universitario de Deportes | Perú | 2024 |
| Primera División del Perú | Universitario de Deportes | Perú | 2024 |
| Torneo Apertura           | Universitario de Deportes | Perú | 2025 |